# ブレス オブ ファイアV ドラゴンクォーター
『ブレス オブ ファイアV ドラゴンクォーター』（ブレス オブ ファイア ファイブ ドラゴンクォーター）は、カプコンより2002年11月14日に発売されたPlayStation 2用ゲームソフト。

## 概要
カプコンのコンピュータRPGシリーズ『ブレス オブ ファイア』のナンバリング第5作。略称は「ドラクォ」。
王道的なファンタジーRPGを意識した世界観であった旧作と趣を大きく異にし、シナリオや世界観にSF要素が強くなっており、システム面でも後述の「SOL」「D-カウンター」「PETS」など、独特のゲームシステムを多数採用している。過去のシリーズで登場した「個人アクション」や「共同体」（後述）は本作品でも登場するが、「釣り」や「キャンプ」は登場しない。
元々はソーシャルゲームとして開発がなされていたが、途中で仕様を変更し現在の形に作り直された。「SOL」システムはその名残りである。
発売にあたり、公式ウェブサイトで製作スタッフの製作日記や声優・作曲家へのインタビューなどが公開された。また、予約特典として卓上カレンダーが付属した。
オープニングおよびエンディングのトゥーンレンダリングによるアニメーションは神風動画が制作し、主題歌には鬼束ちひろの「Castle・imitation」が採用された。
本作品はソニー・コンピュータエンタテインメントが主催した「RPGの世界を旅しよう！キャンペーン」の対象商品となっており、応募期間中に本作品を購入すると、抽選でイタリアのナポリへ行くパッケージツアーが予定されていた。しかし、アメリカ同時多発テロ事件の影響でこのキャンペーンは後に中止となった。

## ゲームシステム

### SOL
繰り返しゲームを行うためのシステム。正式名称はScenario OverLay（シナリオ・オーバーレイ）。ゲームオーバーまたはゲーム中で「ギブアップ」を選択した際、最初からまたは最終セーブポイントからゲームをやり直せる。最初からを選択した場合は装備品や所持金・スキル（後述）などの引き継ぐことができるほか、それまでのプレイでは見られなかったイベントシーンが追加されることがあり、プレイを繰り返すことでより深く物語を理解できるようになっている。

### D-カウンター
物語のある時点から、画面右上に、本作品においてD-カウンターと呼ばれる数値が常時表示されるようになる。この数値は「竜」の主人公に対する侵食率を表している。D-カウンターはゲーム中、移動や戦闘をすることで徐々に上昇し、後述するD-ダイブなど、竜の力を使用した場合は数値が大幅に上昇する。一度上昇した数値は一切減少せず、D-カウンターが100パーセントに達するとゲームオーバーになる。

### APS (Active Point System)
本作品の戦闘は、特定の戦闘を除いてシンボルエンカウントとなっており、フィールド上でプレイヤー側と敵が接触すると、その場で戦闘開始となる。戦闘には接触した敵とその周辺にいる敵が参加し、プレイヤー側・敵側の双方はAPを消費して移動や攻撃などを行う。APが尽きると、そのターンは行動終了となり、次のターンへ移行した時、各キャラクターの最大AP値分だけAPが回復する。移動・行動をした後に残ったAPは次ターン以降に繰り越すことが可能であり、最大AP値の2倍までAPを蓄積できる。ただし、EXターン終了後に残存したAPは繰り越せない。プレイヤー側・敵側双方の行動する順番は各自の素早さによって決定され、行動前にあらかじめ確認できたり、プレイヤー側のみ行動する順番を変更できる。最大AP値は装備品などによっても変化する。

### PETS (Positive Encounter and Tactics System)
戦闘に突入する際、プレイヤー側からフィールド内の敵に攻撃することで、攻撃したキャラクターが「EXターン」を獲得し、最初の1ターンだけ多く行動できる。逆に敵から接触されると、敵側に「EXターン」を獲得されてしまう。また、フィールドで一撃で倒せるような弱い敵を攻撃した際は戦闘を介さず倒すことができ、パーティ経験値のみを獲得できる。
また、プレイヤー側は戦闘に突入する前に、フィールド上にあらかじめ爆弾や毒物などの罠を設置できる。罠を設置して敵をおびき寄せ、敵が罠に掛かって発動することで、戦闘に突入する前にある程度のダメージやステータス異常を与え、有利に戦闘を進められる。一部の罠は戦闘中に発動可能である。

### 装備品
装備品には武器と胴体に装着する防具、盾もしくは腕輪がある。武器には攻撃力や攻撃範囲などが設定されている。防具は装備することで防御力や素早さなどに影響を与える。ステータス異常や炎熱・氷結・電撃などの属性に対して特別な効果を発揮する装備品もある。
また、装備品には後述のスキルを装着するスロットが設定されている。スロットの数は装備品によって異なり、武器は最大9つ、盾・腕輪は1つだけスキルをスレッドできる。装備品の中には、着脱不可能な固有のスキルがあらかじめ設定されているものもある。
装備品は店で購入したり、敵や宝箱などから入手できるが、店での購入以外で入手した装備品は入手した時点では詳細が分からず、そのままでは装備できない。敵や宝箱などから入手した装備品を使用するためには、鑑定屋で所持金を支払って鑑定してもらう必要がある。

### スキル
各人が戦闘で使用する技や特殊効果を「スキル」と呼ぶ。スキルは店で購入したり、敵やトレジャーボックス（宝箱）などから入手できる。入手したスキルを使用するためには、装備品に装着した上でそのスキルに設定されたAPを消費する必要がある。装備品にスキルを装着することを「スレッド」と呼ぶ。スレッドできる装備品は武器と盾または腕輪である。
武器にスレッドしたスキルは、キャラクターの残存APの範囲内において連続で使用できる。異なるスキルを連続して使用することで、敵に与えるダメージ量が1回につき10パーセントずつ増加していく。武器にスレッドできるスキルは敵にダメージを与えるものがほとんどだが、敵に対する付加効果や使用者に特別な効果を与えるものなど様々である。異なるスキルを連続して組み合わせることで特別な効果を発揮するものもある。
防具にスレッドしたスキルは、効果が常に発動しているか、設定された条件下で効果が発動するものがある。後者の場合、発動回数に制限がないものと1度だけ発動するものがある。スレッドしたスキルによって、使用者の最大AP値が変化する。

### D-ダイブ
物語のある時点から使用可能となるリュウの特殊能力。戦闘中、任意に「ドラゴナイズド・フォーム」と呼ばれる赤い竜人のような形態に変身できる。変身中は各種ステータスが大幅に上昇し、移動範囲に制限がなくなり、さらに移動にAPを消費しなくなる。使用できるスキルはD-チャージ・D-ブレスなど、ドラゴナイズド・フォーム専用のものに変化する。戦闘においてほぼ無敵の状態になるが、前述の通りD-ダイブや専用スキルを使用するとD-カウンターが大幅に上昇する。特定の戦闘を除き、「クールダウン」でいつでも人間の姿に戻れる。

### D-RATIO
主人公・リュウのD値を表し、ゲームクリア時に、クリアまでの時間やセーブ回数、EXターン獲得率などのさまざまな条件を満たすことで数値が変化する。D値は1/8192から始まり、最高値は1/4である。D値が上昇すると、2周目以降のプレイで進入できるフィールドが増えたり、新たな場面が追加されるなどの変化が起きる。一度上昇したD値が低下することはない。

### その他
個人アクション
リュウ・ニーナ・リンにはそれぞれ個人アクションが設定されている。個人アクションはフィールド上で使用できる。
D-ダッシュ
リュウの個人アクション。高速移動する。敵に体当たりして蹴散らすことも可能である。使用中はD-カウンターが上昇し続ける。
吸い寄せ
ニーナの個人アクション。周囲に散乱したアイテムを自身を中心に吸い寄せる。このアクションを使用することで、手の届かない場所にあるアイテムを入手できる。
チャージショット
リンの個人アクション。銃から射出した衝撃で敵を吹き飛ばす。ダメージは与えられない。
共同体
今作も共同体システムは登場する。街などにいる妖精に話しかけるか、「フェアリドロップ」というアイテムを使用することで共同体へ移動できる。共同体ではアリの姿をしたディクを作業員として雇用し、アリの巣を掘るように地中を掘削することで共同体を拡張していく。発見された空間には市場や研究所・銀行など、様々な部屋を設置できる。共同体の市場でのみ入手できるアイテムやスキルもある。
セーブ
大深度都市の様々な場所に「テレコーダー」と呼ばれる公衆電話のような設備が設置されており、セーブはこのテレコーダーを使用して行う。テレコーダーを使用してセーブを行うためには、セーブトークンというアイテムが必要になる。また、テレコーダーでのセーブとは別に中断セーブ機能も搭載されている。こちらはセーブトークンのようなアイテムを必要せず、フィールド上でいつでもセーブできるが、次にゲームを開始した際に、中断セーブの内容は消去される。作成できるセーブデータは、メモリーカード1枚につき1つのみである。また、作成したセーブデータは他のメモリーカードに複製できない。
経験値
敵を倒すことで経験値を入手できる。経験値には、個人が獲得する経験値とは別に「パーティ経験値」がある。パーティ経験値は敵を倒す以外に宝箱から入手でき、各人に自由に配分可能である。また、敵をより短いターンで殲滅して戦闘に勝利すると、より多くの経験値を獲得できる。パーティ経験値はSOLで次回以降のプレイに持ち越せる。
トレジャーボックス
フィールド上には、通常の宝箱の他に「トレジャーボックス」と呼ばれる青い宝箱がある。鍵がかけられており、開錠するためには付近のフィールドに隠されているトレジャーキーを入手する必要がある。トレジャーボックスの中身は装備品・スキル・バックパック（所持可能アイテム数）の拡張など様々である。トレジャーボックスに擬態している敵もいる。
デンジャールーム
特定の部屋に進入する、またはある条件を満たすとすべての出入口が封鎖され、BGMが変化して「デンジャールーム」と呼ばれる状態になる。脱出するには、その部屋の中にいる全ての敵を倒さなければならない。
ココン・ホレ
共同体を拡張してゆくことで発見される隠しダンジョン。発見された時点から、物語の進行に関係なくいつでも進入できる。ココン・ホレに入ると、パーティのレベルやD-カウンターはリセットされた状態からスタートする。ココン・ホレから脱出すると、レベルやD-カウンターの値はココン・ホレに入る前の数値に戻る。地下50階まであり、各階にはトレジャーボックスが配置されている。各階にはモンスターがおり、殲滅しなければトレジャーキーは出現せず、下層に降りることもできない。下層に降りるほど敵が強くなり、トレジャーボックスの中身も貴重なものになる。5階おきにいる妖精に話しかけることで、ココン・ホレから脱出できる。

## 主な制作スタッフ
- 三並達也 - ゼネラルプロデューサー
- 竹下博信 - プロデューサー
- 池原まこと - ディレクター
- 吉川達哉 - キャラクターデザイン
- 崎元仁 - コンポーザー
- 光田康典（プロキオンスタジオ） - サウンドディレクター
- 安藤行男 - シナリオエディター
- 水崎淳平（神風動画） - オープニング・エンディング映像
- 桟敷大祐（神風動画） - オープニング・エンディング映像
- 鈴木理恵（神風動画） - オープニング・エンディング映像

## 主題歌
「Castle・imitation」
作詞 - 鬼束ちひろ
作曲 - 鬼束ちひろ
編曲 - 羽毛田丈史
歌 - 鬼束ちひろ
CMおよびクレジットタイトルで使用されている。本作品のサウンドトラックに、クレジットタイトルで使用された「Castle・imitation (BREATH OF FIRE V DRAGON QUARTER)」が収録されている。また、『Sugar High』の初回限定生産盤ボーナス8センチCDと、ベストアルバム『SINGLES 2000-2003』にオリジナルバージョンが収録されている。

## 世界観

### 大深度地下都市
本作品の舞台は、近未来的な大深度地下都市である。
大昔に発生した災厄により、地上は瘴気に覆われた。瘴気から逃れるため、人々は大深度地下都市を建造し、空を閉じて地下へ移住した。それから幾世代もの時が流れ、地下世界は大気汚染や施設の劣化、D値による差別や非人道的な研究、反政府組織の活動などさまざまな歪みを抱えて疲弊しており、人々はかつて目にしていた空を忘れている。
大深度地下都市はいくつかの階層に分かれており、下層区街・中層区街などの居住区がある。D値の高い者は上層への居住を許されるが、D値の低い者は衛生状態が悪い下層での生活を強いられている。また、居住区外は野生化した凶暴な生命体・ディクが徘徊している。
最下層区
大深度地下都市の最下層に位置する。廃棄ディクの処理施設があり、活動を停止した巨大な竜が半身朽ちた状態で磔にされている。その上には廃物遺棄坑やD値の低い者達が居住する最下層街があり、巨大なディクが掘削作業を行っている。最下層区街はインフラがほとんど整備されていない。下層区街とはリフトで繋がっているが、故障などでたびたび停止している。
下層区
下層区街があり、レンジャーであるリュウやボッシュは、この区域の警備を担当している。下層区街の天井は、人々が忘れた空を模して青色に塗られている。主にD値の低い者が居住し、上層に比べて空気の状態が悪い。高濃度の大気汚染が発生した場合は、強制的にシャッターで出入口が遮断され、周囲から隔離される。下層区街の他に、レンジャー基地・バイオ公社ラボ・氷結廃道・集積庫・工業区などがある。
中層区
一部が水没しており、放棄された区域は凶暴なディクが徘徊している。中層区街にはショッピングモールが建設されているが活気はなく、老朽化したまま修繕されずに放置された所もある。放棄商業区の奥に反政府組織であるトリニティの秘密基地・トリニティピットがある。トリニティピットはライフラインへと繋がっており、ジャンクションを通じて上層区に出る。
上層区
上層区街は政府の機関に勤務する公務員など、高いD値を持つ者が居住している。中央にある電力供給ビルで地熱を利用して発電し、大深度地下都市に電力を供給しているが、発電量は年々減少している。電力供給ビルの屋上には、中央省庁区に直結しているトランスポートと呼ばれる転送装置がある。
中央省庁区
地下世界を支配する統治者が居住する階層。内部は明るく広大で、宮殿のような内装をしている。トリニティでも内部の詳細は把握していない。中央省庁区のさらに上層にはセメタリーと呼ばれる遺跡のような空間があり、セーフティロックの解除でジオエレベータのターミナルへ進入できる。
ジオフロント
セメタリーからジオエレベータに乗って上昇すると到着する空間。地上と地下世界を隔てる円形の巨大な扉・メインゲートが天井にあり、その向こうに空があると言われている。

### D値
地下世界では「D値」と呼ばれるものが存在する。人々は出生時にD値を計測され、名前の後ろにD値が付加される。D値は潜在能力を示す数値とされ、数値によって就ける職業や居住区が決定される。D値が高いものは上層区への居住を許され、政府の要職に就けるなどエリートとして扱われるが、D値が低い者は大気汚染が深刻な下層区にしか住めず、リュウのようにレンジャーになっても出世はほとんど望めない。そればかりでなく、D値が低い者は「ローディ」と呼ばれ、様々な偏見や差別の対象となることもある。実際には竜との遺伝子的親睦率の高さを計った物であり人間としての最高値は1/4とされる。

### 竜
「古の超兵器」と呼ばれ、統治者と対をなす「世界を滅ぼすもの」とされている。自我を持っており、適格者が竜とリンクすることで、強大な破壊力と生命力を引き出すことが可能となる。全てとリンクできるわけではなく、リンクに失敗すると暴走や強制終了を引き起こすことがある。また、一度リンクすると、次第に肉体や精神が侵食されていく。作中リュウが死亡すると竜になってしまう描写があるのはその為。竜は人間が空を開いて地上に戻る資格があるか判定するためのプログラムであることと、竜およびその竜とリンクした人間の死亡によってプログラムが完結することが語られている（正確には作中の時代での伝承及びプログラム。オリジナルの竜は純粋に征圧兵器であり世界崩壊前から存在している。作中登場する竜は全てオリジナルからのコピーである）。

### 組織
統治者（メンバー）
地下世界を統治する政府の頂点。その素性は明らかにされておらず、彼らのD値は非公開とされているが、高いD値を持つ者のみが統治者になれるとされている。地上へのセーフティロックを解除する鍵を所持しており、統治者は全員「アブソリュート・ディフェンス」と呼ばれるシールドに守られている。最高統治者であるエリュオンと、その下に5人の統治者がいる。
レンジャー
地下世界の治安維持を目的として組織された。隊員はファースト・セカンド・サードの階級に分けられる。主人公のリュウはサードレンジャーに所属している。レンジャーの中には、下層区に住んでいる者達の生命を軽視している者もいる。
トリニティ
反政府組織。リーダーのメベトが、大深度地下都市の社会から逸脱した者達をまとめあげて結成した。ディクを改造して乗用に使役し、物資の略奪などを行う。中層区街・放棄商業区の奥に拠点「トリニティ・ピット」がある。
バイオ公社
生物化学工場としてディクなどの研究を行っている機関。機密性の高いものを扱っており、公社内の上層は警備員が警備にあたっている。設備は所々老朽化しており、凶暴なディクが徘徊している部屋もある。最高統治者の勅命で大気浄化プロジェクトが進められている。
ネガティブ
非合法活動を専門とする部隊。人体改造を受けた者が所属しており、人外の姿をしている。

### ディク
一般的なRPGにおけるモンスターに相当する生命体。デザインド・クリーチャーの略称で、本作品において人為的に改造または作出されたという設定である。形状や大きさなど種類は様々で、掘削・運搬作業などに使役したり、共同体の構成員として登場することもあるが、多くは野生化しており、接近すると襲いかかってくる。武装し、魔法を使うディクもいる。食用にされる種類もあり、食糧として配給されている。

## ストーリー
大昔、地上は瘴気に汚染され、人は地上を捨てて地下に新たな世界・大深度地下都市を作った。空を閉じてから幾世代もの月日が流れ、人々はかつてあった空を見ることはなくなっていた。そのような世界で下層区警備を担当するリュウはある日、上司のゼノから、バイオ公社の実験用物資が搭載されたリフトを護衛するよう任務を言い渡された。同僚のボッシュと共にリフトへ向かうリュウだったが、その途中で気を失い、不思議な声を聞く。ボッシュの呼びかけで目を覚ましたリュウはすぐに先を急ぐが、その先にある廃棄ディク処理施設で、壁に磔にされて朽ちかけた巨大な竜を目の当たりにする。2人は立ち止まって竜を見上げるが、リフトの発車時刻が迫っていたため、すぐに処理施設を通り抜け、なんとか出発直前のリフトに乗り込んだ。乗車後、任務は順調かと思われたが、突如出現した反政府組織・トリニティの襲撃によってリフトは破壊され、リュウは積荷と共に地の底へ落下した。ボッシュは命からがらレンジャー基地に逃げ戻るが、リフトに搭載されていた積荷の捜索をせずに帰還したことをゼノに咎められ、積荷を確実に処分するよう言い渡される。
一方、ボッシュと離れ離れになり最下層区まで落下したリュウは、付近の探索中に、一人の少女がディクに誘拐されそうになっている場面を目撃し、突然覚醒した謎の力でディクを排除して少女を救助した。助けた少女・ニーナは自分の名前以外は言葉がしゃべれず、背中から赤い翼のようなものが生えていた。下層区へ戻るためにニーナを連れて歩き出したリュウは、レンジャー基地に戻る途中で、リュウとボッシュを襲撃したトリニティのエージェント・リンに出会う。リンは、この世界を変えるためにニーナが必要だと言い、彼女を保護しようとする。しかし、ニーナはリュウの傍から離れようとしなかった。そこでリンは、ニーナを保護するという目的は同じだと提案し、最下層区を出るまで3人で行動することになる。
ニーナ・リンと共に廃物遺棄坑を通り抜けて最下層区街に辿り着いたリュウは、そこでボッシュと再会する。しかし、ボッシュはリュウに詳細を告げず、突然ニーナに剣を向けて彼女を殺そうとした。リフトに搭載されていた積荷とは、ニーナのことであった。驚いたリュウはボッシュに説明を求めたが、邪魔をしたとみなされてボッシュに剣で刺され、致命傷を負う。死を悟ったリュウだったが、次の瞬間、謎の力によってリュウは異形の姿へと変身し、圧倒的な力でボッシュを倒した。
一部始終を見ていたリンから覚醒した力の正体を問い詰められるが、答えられず、リュウは自身に起きている異変に困惑する。騒ぎが大きくなる前にその場から離れて下層区街まで戻ったが、リュウは既にレンジャーの任務を解かれ基地に入れず、処分対象であるニーナと反政府組織の関係者であるリンと行動を共にしていることから、かつて所属していたレンジャーから追われる立場となってしまった。さらに、独断でリュウ達の討伐に乗り出したセカンドレンジャー達と下層区街で交戦した際、ニーナの体調にも異変が生じる。
リンから、ニーナの秘密を知るためにはバイオ公社のラボへ行くしかないと言われ、リュウ達はバイオ公社へ侵入する。しかし、そこで得た真実とは、ニーナの背中から生えている赤い翼のようなものは換気肺（ベンチレータ）という、汚染した空気を清浄化する器官であること、ニーナは政府が実施している大気浄化プロジェクトの一環で人体改造されたことであった。さらに、ニーナの換気肺は既に汚染しきっており、空気の汚れた地下世界では余命幾ばくもないことをリュウ達は知らされる。真実を知り、地下世界はニーナを救わないと悟ったリュウは、彼女を救うために「空」を目指すことを決意する。
バイオ公社を出て氷結廃道を抜けたリュウ達は、その先の集積庫でレンジャー部隊の待ち伏せを受け、ボッシュやゼノと対峙する。ゼノから、廃棄ディク処理施設にいた竜との接触が原因で精神に重大なダメージを負っていることを告げられ、おとなしく従うように警告を受けるがリュウはこれを拒否し、戦闘の末にゼノを倒してレンジャーの一団を殲滅した。一部始終を見ていたボッシュは戦慄してレンジャー基地に逃げ戻るが、他のレンジャーからリュウに敗北したことを揶揄される。リュウへの憎悪を抱くボッシュは、リュウを抹殺するために、バイオ公社に保管されていたD検体（オールド・ディープ）とのリンクを試みる。
一方、レンジャーの防衛線を突破したリュウ達は、その先の工業区で今度は政府の暗殺組織・ネガティブの襲撃を受ける。ネガティブを撃退した後、リュウ達は中層区の一角にあるトリニティの本拠地・トリニティピットに辿り着くが、到着と同時にニーナが倒れる。ニーナは汚れた大気の影響で衰弱しており、トリニティの設備で治療を受けることになった。リュウはトリニティのリーダーであるメベトに空へ向かうことを話すが、実在が疑わしいもののためにニーナの命をかけるのかと窘められ、トリニティへの参加を促される。ニーナを治療室に預けた後、リュウはリンの提案でニーナの病状に効く薬を求めて放棄商業区を探索するが、見つけた薬は既にニーナへ投与済みのものばかりであり、地下世界ではニーナを治癒することはできない現実を知るだけだった。
放棄商業区から帰還したリュウは、自身に起きている異変、竜の力を使う度に命が削れていく感覚をリンに吐露する。次の瞬間、治療室からニーナの悲鳴が聞こえ、2人が駆けつけると、トリニティの一員であるゼブルと数名が、政府への攻撃材料にするためにニーナを拉致しようとしていた。ゼブル達を倒したリュウとリンは、メベトに真意を詰問した後にトリニティと決別し、ニーナを連れて再び空を目指す。リュウ達がトリニティピットを去る直前、メベトはリュウに地上へのセーフティロックを解除する鍵のひとつを渡し、空へ行くには同じものがあと3つ必要であると告げ、リュウ達を送り出した。
トリニティピットを出てライフラインから上層区を目指す3人は、その途中のジャンクションでボッシュに再会する。ボッシュは左半身がリンクしたD検体に浸食されて、異形の様相を呈するブーストボッシュとなっていた。襲い掛かるボッシュと戦い、リュウ達は勝利するが、敗北したボッシュは左半身の暴走によって、ジャンクションからそのままライフラインの最下層まで転落していった。
ボッシュを退けたリュウ達は上層区街に辿り着き、中央にそびえる電力供給ビルから中央省庁区への進入を試みる。中央省庁区への転送装置があるビルの屋上に辿り着いたリュウ達だったが、突然、目の前の転送装置が光り、筋骨隆々の男が現れた。中央省庁区から降りてきた男・デモネドは地下世界の支配者である統治者を名乗り、空へ行くためには統治者を倒して、彼らが持つ鍵を手に入れるしかないと語り、リュウ達に決闘を促した。
デモネドを倒して空を開く鍵を手に入れたリュウ達は、トランスポートから統治者達がいる中央省庁区へ進入した。対峙した統治者達は、リュウが廃棄ディク処理施設にいた竜・アジーンとリンクして「竜の適格者」になったことを告げるが、D値の低いリュウが適格者となったのは事故であること、空を目指すのはリュウの意思ではなく、リンクした竜のプログラムに従っているにすぎないこと、今はまだ閉ざされた空を開いて地上に戻る時ではないと話す。それでも意思を変えないリュウは鍵を手に入れるため、統治者達と死闘を繰り広げる。
立ちはだかる統治者を倒し、残る鍵を手に入れたリュウ達は、中央省庁区の最上層にあるセメタリーにて入手した4つの鍵を使い扉を開け、最終地点であるジオフロントへ続くジオエレベータに乗り込んだ。ジオフロントへ向かう途中リュウは、地上に辿り着いたらニーナに空を見せるようリンに伝えるが、そこへ地下世界の最高統治者・エリュオンが3人の眼前に姿を現した。エリュオンはリュウに向かって、空を開く最後の時が来たと言い戦いを挑む。死闘の末、エリュオンに勝ったリュウは、エリュオンがアジーンの最初の適格者であったことを知るが、エリュオンは自分は失敗しただけだと言い、先へ進むリュウ達を見送った。
エリュオンに勝ち、ジオエレベータを降りた3人は、地上と地下世界を隔てるメインゲートが設置されたジオフロントへ辿り着いた。3人は立ち止まり、天井に設置された巨大なメインゲートを見上げるが、そこへ転落死したはずのボッシュが3人の後ろからやってきた。ボッシュはD検体と呼ばれた竜・チェトレの適格者となることで、転落の致命傷から復活していた。リュウへの憎しみに支配されたボッシュは、ドラゴナイズド・フォームに変身してリュウ達に襲い掛かるが敗北し、チェトレに肉体を侵食され尽くした。巨大な竜に具現化したチェトレは、アジーンとリンクしたリュウが空へ到達することを阻止しようとするが、侵食率の限界を突破したリュウの猛攻で消滅し、ついに閉ざされた最後の扉が開いた。
柵にもたれた状態で床に座り込み、開かれたメインゲートから漏れる光を見上げたリュウは、ニーナを連れて先に行くようリンに伝える。察したリンはニーナを連れて地上へ向かった。2人を見送った後、リュウの眼前にアジーンが現れ、竜は世界を開く判定のプログラムなのだと言った。リュウはアジーンに、自分がニーナを助けるために空を目指したのもプログラムだったのかと尋ねる。それに対してアジーンは、リュウが空を目指したのはプログラムではなく、世界を変えて誰かを救いたいというリュウ自身の意思であると言い、それを聞いたリュウは安堵し、アジーンとニーナに別れを告げて息絶えた。リュウの亡骸を見つめたアジーンは、世界を開く判定は、竜とその適格者の死によって終了する定めだが、自分は正統なプログラムではなかったと独白し、最後の判定をリュウに託すと言って消滅した。
一方、地上への階段を上りきったニーナは、目の前に広がる景色に歓喜した。瘴気に汚染されていた地上は浄化され、青空が広がり、雲が浮かび、一面の草原に鳥の囀りが聞こえ、木には大きな果実がなっていた。ニーナは後から階段を上がってきたリンを見るが、リンの表情でリュウの死を悟ったニーナは、踵を返してリュウの元へ駆けつけようとする。階下で倒れていたリュウを見つけたニーナは、柵を乗り出し、泣きながら大声でリュウの名を叫ぶ。次の瞬間、ニーナの呼び声に応じるようにリュウは目を覚まし、笑い泣きをするニーナに泣きすぎだよと語りかけた。

## 登場人物

### 主要人物
リュウ=1/8192
声 - 山口勝平
主人公の少年。16歳。身長166センチ。紺色のレンジャースーツに身を包み、深い紺色の頭髪をポニーテールのように結っている。下層地区の治安を守るサードレンジャーであり、相棒のボッシュと共に淡々と日々の任務をこなすが彼のD値では出世する見込みはほとんどない。内向的な性格だが、自分で決めたことはやり通す意志の強さを持つ。ボッシュと共にバイオ公社のリフトを護衛する任務に向かった際、廃棄ディク処理施設で磔にされていた竜・アジーンとリンクして竜の適格者となる。任務中にトリニティの襲撃によってボッシュとはぐれ、レンジャー基地に戻る途中でニーナやリンと出会い、行動を共にする。バイオ公社のラボでニーナに関する秘密を知り、彼女を連れて空を目指すことを決意する。アジーンとリンクし、ドラゴナイズド・フォームになることでほぼ無敵の力を発揮できるが、リュウの体は次第に竜の力に浸食されていく。本人もそのことを自覚している。剣を武器にしており、様々な剣技を使用して戦う。空を開いた後、竜とリンクした者の定めに従い死亡するが、最後の判定を託すとしたアジーンによって蘇生した。
ニーナ
声 - 氷上恭子
ディクに誘拐されそうになっていたところをリュウに救助された少女。実年齢は12-13歳くらいだが、正確な年齢は不明。身長143センチ。ショートヘアで前髪が長く、裸足に薄い白のワンピースを着用し、言葉を話せないが理解はでき、意思もはっきりとしている。背中から赤い翼のようなものが生えているが、これは汚れた空気を吸い込んで清浄化する換気肺（ベンチレータ）と呼ばれるもので、バイオ公社で人体改造を施された際に取り付けられた。また、物が喋る必要はないという判断で声帯を除去された。杖を持ち、魔法で攻撃したり、地面に魔法陣の罠を設置できる。
リン=XX
声 - 渡辺久美子
トリニティの女性エージェント。21歳。身長170センチ。頭部を覆う浅葱色のスーツに身を包んでおり、尻から尾のようなものが生えている。反政府組織に加担しているために政府発行のD値は抹消されている。地下世界の秩序は歪なものであると思っている。メベトからニーナを保護する任務を受け、強襲ディクに乗ってリュウとボッシュが護衛に当たっていたリフトを襲撃した。メベトとは定期的に連絡を取り、ニーナを救う可能性としてトリニティで保護する以外に空へ連れて行くことを提案したが、メベトからは一蹴された。最初はリュウと敵対していたが、ニーナを保護するという利害が一致したため、リュウと行動を共にする。銃を扱い、長距離から広範囲の敵を攻撃する。また、異なるスキルを組み合わせることで、多種多様なコンボを発動できる。
ボッシュ=1/64
声 - 伊藤健太郎
リュウと共に下層地区を担当するサードレンジャーの少年。16歳。身長167センチ。緑色のレンジャースーツを着ている。統治者・ヴェクサシオンの息子でもあり、獣剣技と呼ばれる技を習得している。作中において1/64というD値はかなり高いものであり、サードレンジャーという地位は、リュウとは違い、エリートとしての始まりに過ぎない。ボッシュ本人もそのことを自覚し、統治者になる野望を抱いているが、幼少期の境遇が原因で手柄を得ることに固執している。リュウのことは「相棒」と呼ぶが、内心ではD値の低いリュウをローディとして見下している描写が見られる。トリニティによるリフト襲撃の後、ニーナの処分に向かい、抵抗するリュウを殺害しようとしたところ、竜の力に目覚めたリュウの返り討ちにあい敗北する。その後はリュウの抹殺に執着し、バイオ公社ラボにてD検体（オールド・ディープ）とのリンクを試みた結果、左半身が竜に侵食されたブーストボッシュとなる。上層区に繋がるジャンクションでリュウ達を待ち伏せて襲いかかるが、敗北してライフラインの下層へ転落し、致命傷を負い、D検体と称されていた竜・チェトレの呼び声に応じて復活する。復活後、リュウ達を追ってジオフロントまで赴き、ドラゴナイズド・フォームで三度リュウ達を襲撃する。ジオフロントでの戦闘に敗北した後、ドラゴナイズド・フォームのリュウに胴体を貫かれて死亡。直後に体の侵食が一気に進行し、チェトレ復活の媒体となった。

### 統治者
デモネド
最も古い統治者のひとりであり、筋骨隆々とした男性。人間を愚かで救いようがないものと思っている。過去に竜の適格者として空を目指したエリュオンと戦ったことがあり、その時に敗北して右目を失った。クピトから統治者としての役目は終わったと言われ、本人も自覚しているが、再び竜の適格者と戦うために統治者の座に留まっている。中央省庁区からトランスポートを使用して電力供給ビルの屋上に現れ、リュウ達に戦いを挑む。
オルテンシア
聖女と呼ばれ、時空を操る女性。未来を見る力があり、空を開く者が現れると予言しながらも、今はまだその時ではないと主張する。D値の低いリュウが竜の適格者となったのは事故であり、世界を混乱に陥れる存在であると考えている。
クピト
ラスタという名前の黄色い生物を連れている少年。エリュオンの勅命や伝言を伝える描写が幾つかある。人の意思を色として見ることができ、リュウには銀色の意思が流れていると語った。空を目指すリュウの意思の強さを認めながらも、リュウが空を目指すのはリンクした竜の記憶に翻弄されているからであり、竜に選ばれるべきではなかったと思っている。あらゆる攻撃を受け付けないオンコットという名前の怪物を使役する。
ジェズイット
浅黒い肌に髪を逆立てている青年。統治者の中では最もD値が低いと言われており、D値がすべてを決定することに対して否定的である。リュウに空を開く資格があるかオルテンシアと議論した際、リュウが空を開くことに賭けた。光学迷彩のように自身の姿を透明化する「シャドウウォーク」という技を持っている。透明化した状態でリンやオルテンシアの尻を触り、オルテンシアからは不躾であると注意されている。
ヴェクサシオン
デモネド・エリュオンと共に古参の統治者である男性。髭を生やし、右目に眼帯を装着している。剣聖と呼ばれ、強力な獣剣技を使いこなす。ナラカ・リケドという2人の部下がおり、竜の力を凶悪であるとして警戒している。ボッシュの父親でもあり、ボッシュを幼いころから厳しく教育してきた。ボッシュが自分を超え、世界に光をもたらすと確信している。
エリュオン
地下世界の最高統治者である男性。始原の唯人（オリジン・メンバー）であり、他の統治者などからは「オリジン」と呼ばれている。竜の力を完全に支配できると言われ、自身の分身である「アルター・エゴ」を召喚する。かつてアジーンの最初の適格者として空を目指したが、それが自分の意志によるものなのかを疑った結果、空を目前にして断念した。その後は自ら統治者となり、空を開く者が現れるのを待っている。アジーンを「ふるき友」と呼ぶ。空を目指すリュウ達を見送った後、ボッシュに背後から剣で刺され死亡した。

### 竜
アジーン
声 - 石塚運昇
廃棄ディク処理施設の壁に、上半身のみの状態で磔にされていた巨大な竜。既に活動を終えていたが、再起動してリュウとリンクする。リュウのことを「小さき友」と呼ぶ。かつてエリュオンとリンクしていたが、廃棄ディク処理施設を訪れた彼に対しては嫌悪を表した。空を開く判定が終了してリュウが死亡した後、自身が正統なプログラムではないことを語り、最後の判定を託すとしてリュウを蘇生した。
チェトレ
D検体（オールド・ディープ）と呼ばれ、片腕だけの状態でバイオ公社のラボに保管されている。作中において3件のリンクが記録に残されており、そのうちの2件はリンクの初期段階で暴走し、最もD値の高い適格者が試みた最初の例でも制御しきれずに強制終了した。リュウの抹殺に執着するボッシュの左腕に移植された。ジオフロントでボッシュの肉体を侵食し尽して竜の姿となり、空を開くことを阻止しようとする。アジーンの動向を阻止する理由は語られておらず、チェトレ自身も正統なプログラムであったかは不明である（ボッシュ自身のリュウひいてはアジーンへの嫉妬や執着に同調していると思われる描写はある）。

### その他
ゼノ=1/128
リュウとボッシュの直属の上司にあたるファーストレンジャーの女性。リュウにとっては剣術の指導官でもある。眼鏡をかけ、紫音剣という剣を所持し、「紫音絶命剣」などの華麗な剣技を操る。物語の冒頭で、リュウとボッシュにバイオ公社の下層実験棟から運搬される資材の護衛を言い渡す。その後、トリニティの襲撃から帰還したボッシュに、資材の中身であるニーナを確実に処分するよう命ずる。中層区の手前にある集積庫で多くの部下と共にリュウ達を待ち伏せ、空を目指すリュウに対し、実験体である竜と接触したことが原因で精神に深刻なダメージを負っているとして保護しようとする。
メベト=1/4
トリニティのリーダーである男性。統治者に匹敵するD値を持つと言われている。地上へのセーフティロックを解除する鍵のひとつを所持し、エリュオンやクピトなど、統治者との接点もある。クピトから、エリュオンが行おうとしている大気浄化プロジェクトの話を聞いて、リンにニーナを強奪するよう任務を与える。空の存在に懐疑的であり、ニーナを連れて空を目指そうとするリュウをたしなめるが、最終的にリュウに鍵を渡し、リンを送り出した。
タントラ
声 - 矢薙直樹
ネガティブの一員。元は非常に優秀なレンジャーだった。エリュオンの勅命を受け、工業区でリュウ達を待ち伏せていたレンジャーを皆殺しにした後、ギーガギス・ディゴンと共にリュウ達を襲撃する。死者の能力を吸収して力を得られる。
ギーガギス / ディゴン
ネガティブの一員でタントラの部下。それぞれディクを基盤に人体改造を施されている。
研究主任
バイオ公社で研究に従事している男性。白衣を着用し、眼鏡をかけている。エリュオンの勅命で大気汚染改善プログラムを進め、換気肺を設計する。ニーナに換気肺をとりつけて、声がでないように人体改造した。バイオ公社に侵入したリュウ達と鉢合わせ、ニーナの換気肺が既に汚染していることや、換気肺の交換はできないことなどを語るが、この事実を知って激怒したリュウに殴られた。
ゼブル
トリニティの一員。レンジャーであるリュウを信用しておらず、ニーナの存在が政府打倒に利用できるのではないかと考える。
教えたガール
右手に腹話術の人形をはめている少女。行く先々で攻略の助言を提供する。
ジャジュの鑑定屋
羽のついた角帽を被り、丸眼鏡をかけている少女。彼女に所定の料金を支払うことで、道中で入手した詳細不明の装備品を鑑定する。道具屋・武器屋と3人で一緒にいることが多い。
クリオの道具屋
回復アイテムや罠に使用する爆弾などの消耗品を販売している少女。ポンポンがついた帽子を被っている。関西弁で会話をする。
アルマの武器屋
武器や防具を販売している少女。クリオの道具屋とは色違いの帽子を被り、左手に盾を持っている。関西弁で会話をする。彼女達は地下世界のあらゆる所に散らばって商売をしており、様々な場所で彼女達に遭遇する。

## 関連商品

### 書籍
『ブレス オブ ファイアV ドラゴンクォーター 最速攻略本 FOR BEGINNERS』
ISBN 4-88787-077-9 デジキューブ
ゲームの基本的なシステムの紹介や、中盤までの攻略が記載されている。
『ブレスオブファイアV ドラゴンクォーター 完全攻略ガイド』
ISBN 978-4-5751-6355-1 ファイティングスタジオ
『ブレス オブ ファイア V ドラゴンクォーター 公式設定資料集』
ISBN 978-4-7577-1441-0
本作品の公式設定資料集であり、表紙には草の上に仰向けになっているリュウ・ニーナ・リンのイラストが描かれている。
『ブレス オブ ファイア オフィシャルコンプリートワークス』
ISBN 978-4-8623-3001-7
『ブレス オブ ファイア』シリーズのイラスト集。本作品に関するイラストが収録されている。

### 音楽
『ブレス オブ ファイアV ドラゴンクォーター オリジナル・サウンドトラック』
CPCA-1067-68 (TGCS-1574-5)
本作品のBGMは崎元仁が作曲し、光田康典（プロキオンスタジオ）がサウンドディレクターとして内蔵音源のコンバートを担当している。全48曲。CD2枚組となっており、作曲者・崎元のメッセージが同封されている。初回限定特典は特製スリーブ仕様となっている。

『ブレス オブ ファイアV ドラゴンクォーター ミニイメージサウンドトラック』
e-CAPCOM限定商品。限定特典としてポストカードが付属されている。
『ブレス オブ ファイアI〜V オリジナル・サウンドトラック スペシャルボックス』
CPCA-10146-56
『ブレス オブ ファイア』シリーズのほぼ全曲を網羅したボックスセット。2,000ボックス限定販売。CD11枚組。
上記『V オリジナル・サウンドトラック』の構成をそのまま、ディスク10・11として再録している。